# Entodon subgeminidens
Entodon subgeminidens är en bladmossart som beskrevs av Potier de la Varde 1935. Entodon subgeminidens ingår i släktet Entodon och familjen Entodontaceae. Inga underarter finns listade i Catalogue of Life.